# Astragalus dutreulii
Astragalus dutreulii là một loài thực vật có hoa trong họ Đậu. Loài này được (Franch.) Grubov & N.Ulziykh. miêu tả khoa học đầu tiên.